# Rivington (entreprise)
Rivington est une agence de lobbying française sise à Paris, rue du Renard.

## Statuts
Rivington est une société commerciale créée en juin 2011. Le cabinet de conseils en lobbying réalise en 2018 un chiffre d'affaires de 4,1 millions d'euros.
Laurent Lotteau est son PDG. Selon le magazine Challenges, « actif au sein des réseaux strauss-kahniens, il avait dû quitter en 2010 précipitamment et de manière inexpliquée M&M, la filiale « évènementiel » du spécialiste du lobbying, le cabinet Boury Tallon ».
Le 28 avril 2023, Rivington annonce son intégration au Groupe ADIT, leader de l’intelligence économique.

## Activité de lobbying

### Auprès des institutions de l'Union européenne
Rivington est inscrit depuis 2017 au registre de transparence des représentants d'intérêts auprès de la Commission européenne, et déclare en 2018 pour cette activité des dépenses annuelles d'un montant inférieur à 10 000 euros. L'agence est intervenue en 2018 pour le compte de trois clients, pour un chiffre d'affaires inférieur à 100 000 euros,.

### En France
Rivington déclare à la Haute Autorité pour la transparence de la vie publique exercer des activités de lobbying en France pour un montant qui n'excède pas 1 250 000 euros sur l'année 2021. L'agence déclare 43 clients en 2017, dont Philip Morris, Sanofi, BASF, Danone et Eiffage.
Le média Agrapresse indique en mai 2022 que l'agence mobiliserait « environ 140000 euros annuels et deux lobbyistes pour accompagner Phyteis (ex-UIPP) et plusieurs fabricants de pesticides ».

#### Rencontres entre parlementaires et lobbyistes
L'agence organise chaque année environ 15 « colloques parlementaires » ou rencontres parlementaires, dont le financement est assuré par des entreprises, qui souhaitent rencontrer différents parlementaires,. Le coût du ticket d'entrée s'échelonne, pour une entreprise, de 8 000 à 20 000 euros.
Pour Laurent Lotteau, ces réunions sont « l'antichambre du dépôt d'amendements en commission ». 
Claude Bartolone, ancien président de l'Assemblée nationale, a souhaité en 2014 que le terme de « colloque parlementaire » ne soit plus employé pour ces réunions. Ces réunions se déroulent fréquemment à la Maison de la Chimie.
Dans ce domaine, le cabinet Rivington et le cabinet Boury, Tallon et associés se livrent à une « concurrence frontale ».

#### Rédaction d'amendements pour les parlementaires
Le cabinet vend des amendements clés en main pour les parlementaires,, ainsi que des notes pour contrer les amendements adverses lors du processus législatif.

## Critiques

### Transparence
En 2014, le cabinet Rivington n'a pas souhaité, à l'inverse d'autres agences, s'inscrire sur le registre des représentants d'intérêts de l'Assemblée nationale, qui ne présente à l'époque pas de caractère obligatoire,.

### Philip Morris
En 2015, l'agence Rivington défend les intérêts du cigarettier Philip Morris, lors du débat législatif, pour s'opposer au paquet neutre,. L'agence organise alors « des rendez-vous en tête-à-tête, [un] colloque à un jet de pierre du Palais-Bourbon, [des] amendements livrés clés en main et même, comme le révélera le magazine Challenges, une collecte de signatures parlementaires contre le paquet neutre via un mail où Rivington se fait passer pour un député notoirement pro-tabac », Jean-Louis Dumont, qui affirme n'avoir jamais mandaté Rivington pour cette initiative.

### Conflits d'intérêts potentiels
Plusieurs responsables politiques rejoignent l'agence à l'issue de leur mandat, alors que des collaborateurs de l'agence accèdent à des responsabilités publiques dans le même temps, ce qui nourrit de possibles conflits d'intérêts. Ainsi, Matthias Fekl, ancien secrétaire d’État chargé du Commerce extérieur et Romain Derache, auparavant chargé de mission Relations avec les parlementaires du ministre Bruno Le Roux rejoignent Rivington en 2017,. Dans l'autre sens, d'anciens employés de Rivington quittent l'entreprise pour des responsabilités politiques, comme Layla Rahhou, devenue cheffe de cabinet au secrétariat d'État au numérique, Patrick Kanner qui est employé au ministère de la ville, de la jeunesse et des sports. Plusieurs anciens collaborateurs de l'agence accèdent ainsi à des responsabilités publiques, notamment Jessica Chetboun, qui devient conseillère politique auprès du groupe LREM à l'Assemblée, Étienne Lesoeur qui est choisi comme assistant parlementaire de Frédérique Dumas, vice-présidente LREM de la commission des affaires culturelles et de l'éducation, et Céline Montaner, collaboratrice d'Aurore Bergé.
Pour la journaliste Laure Bretton, « le cabinet est une nébuleuse de gauche. On y croise Raphaël Zarader, fils de Robert Zarader, le publicitaire qui a l’oreille de Hollande à l’époque, ainsi que l’ex-présidente de SOS Racisme Layla Rahhou. Signe de la porosité entre le monde politique et les lobbys, Rahhou vient de rejoindre le cabinet de Mounir Mahjoubi, l’actuel secrétaire d’Etat au numérique : elle a été remplacée dans la foulée chez Rivington par Romain Derache, ex-collaborateur parlementaire PS passé par le ministère de l’Intérieur ».
Rivington recrute également des journalistes de La Chaîne parlementaire afin de disposer d'accès multiples au Parlement.

### Dépenses
Laurent Lotteau justifie les dépenses de l'entreprise par le recours onéreux à la « compétence ». Pour l'association Anticor,  cette justification est peu crédible : l'association met en cause la pratique habituelle des cadeaux aux parlementaires ou hauts fonctionnaires, dépenses qui n'apparaissent pas telles quelles dans les montants déclarés,.

### Campagne d'influence du Qatar
Rivington est impliquée, à partir de 2018, dans la campagne d'influence controversée du Qatar en Europe.

## Prises de position
En 2018, Laurent Lotteau estime que les contraintes déclaratives imposées aux lobbies ne peuvent être efficaces que si élus et hauts fonctionnaires sont également soumis à des obligations analogues, ce qui n'est pas le cas.